# Ингве
Ингве је у легендаријуму Џ. Р. Р. Толкина Узвишени краљ свих Вилењака. Појављује се у роману „Силмарилион“. Он је био међу првим Вилењацима који су настали на земљи, тј. пробудили се поред језера Кујвијенен.
Ингвеа је његов народ одабрао да их представља у маршу ка Валинору, где су их позвали Валари. Вилењаци које је предводио добили су назив Ванјари и први су стигли у Неумируће Земље, где су заувек остали. Ингве се настанио на Таникветилу, испод престола веховног господара Валара и читаве Арде, Манвеа. Индис, друга жена Финвеа и мајка Финголфина и Финарфина била је Ингвеова блиска рођака.